# 戴爾·恩尼斯
戴爾默·恩尼斯（英語：Delmer Ennis，1925年6月8日—1996年2月8日），為前美國職棒大聯盟的外野手，生涯曾效力於費城人、紅雀、紅人與白襪等隊。1949年到1957年，恩尼斯在這段期間的總打點數僅次於名人堂選手斯坦·穆休。1950年，他以126分打點拿下國聯打點王，甚至幫助費城人打進世界大賽，為當時「驚奇小子」的一員。他生涯在費城人敲出259轟，一度是費城人隊史紀錄保持人。

## 職業生涯

### 費城費城人
1942年，恩尼斯與費城人簽約。1943年，因二戰爆發，恩尼斯入海軍服役。他在1946年退伍，並在退伍後一週就登上大聯盟。
4月28日，恩尼斯登上大聯盟。5月5日，他敲出大聯盟首轟。6月8日，恩尼斯在生日當天打破了Red Barrett的7.2局完全比賽。同年，只登上大聯盟不到3個月的恩尼斯入選明星賽。這年他的打擊率為3成13，並敲出17轟與73分打點，在MVP票選上拿下第8名。
1948年，恩尼斯敲出30轟與95分打點，成為隊史當時的單季全壘打王。隔年他繳出3成02的打擊率，並敲出25轟與110分打點。1950年，恩尼斯迎來生涯年，他繳出3成11的打擊率，並敲出隊史紀錄的31轟和126分打點。當時費城人靠著一群平均年僅26歲的「驚奇小子」打進世界大賽，不過恩尼斯在世界大賽上的打擊率僅有1成43，最終費城人4連敗輸給如日中天的洋基。該年他在MVP票選上拿下第四名。
1952年到1955年間，恩尼斯每年都能穩定敲出20轟與100分打點以上的成績。他生涯入選三次明星賽，並在1956年超越查克·克萊因，成為費城人隊史全壘打王，直到1980年才被麥克·舒密特打破。
1955年8月9日，恩尼斯成為隊史進入現代棒球後首位打回1000分打點的球員。即便到現在，費城人隊史也只有舒密特和萊恩·霍華德的打點數比恩尼斯還高。

### 生涯後期
1956年，恩尼斯成為費城人隊史出賽場次最多的球員。1957年，他被交易到紅雀，換來Rip Repulski。該年他繳出2成86的打擊率，並敲出26轟與105分打點。不過他在1958年成績開始衰退，1959年，他先後加盟紅人與白襪。
恩尼斯在白襪的打擊率為2成19，並敲出2轟與7分打點。最後球隊叫上新人外野手Jim McAnany，並將恩尼斯釋出。

## 晚年
退休後，恩尼斯開了一間保齡球館。後來他在賓州州立大學棒球隊任教。1983年，費城人在創隊百年後將恩尼斯提名入選隊史百年明星隊成員內。
1996年，恩尼斯因為糖尿病併發症去世，享年70歲。

## 生涯打擊成績
| 出賽次數 | 打席 | 打數 | 得分 | 安打 | 二安 | 三安 | 全壘打 | 打點 | 盜壘 | 保送 | 三振 | 打擊率 | 上壘率 | 長打率 | OPS  |
| -------- | ---- | ---- | ---- | ---- | ---- | ---- | ------ | ---- | ---- | ---- | ---- | ------ | ------ | ------ | ---- |
| 1903     | 7944 | 7254 | 985  | 2063 | 358  | 69   | 288    | 1284 | 45   | 597  | 719  | .284   | .340   | .472   | .812 |

## 外部連結
- 球員資訊和成績在MLB ，ESPN ，Retrosheet ，Baseball Reference ，Baseball Reference (Minors) ，Fangraphs ，The Baseball Cube ，Baseball Almanac （英文）
- 戴爾·恩尼斯在台灣棒球維基館上的頁面（繁體中文）